# Marcelo Goiano
Marcelo Augusto Ferreira Teixeira, meglio noto come Marcelo Goiano (Goiás, 12 ottobre 1987), è un ex calciatore brasiliano, di ruolo difensore.

## Caratteristiche tecniche
È un terzino sinistro.

## Carriera
Dopo aver militato nelle serie inferiori del campionato brasiliano, viene acquistato nel 2012 dal Grêmio Anápolis che lo cede in prestito in Portogallo per due stagioni consecutive, rispettivamente a Feirense ed Académica.
Nel 2014 viene acquistato a titolo definitivo dal Braga. Dopo una stagione trascorsa principalmente con la squadra B, dal 2015 diventa il titolare della fascia sinistra del club portoghese.

## Palmarès

### Club

#### Competizioni nazionali
- Coppa del Portogallo: 1

Braga: 2015-2016